# Alain Chouraqui
Alain Chouraqui est un chercheur français, directeur de recherche émérite au Centre national de la recherche scientifique (CNRS), président-fondateur de la Fondation du Camp des Milles - Mémoire et Éducation.

## Biographie
Alain Chouraqui est le fils de Sidney Chouraqui et de Juliette Ayache, son épouse.
Il est président-fondateur de la Fondation du Camp des Milles - Mémoire et Éducation, fondée avec le soutien notamment de Simone Veil, Serge Klarsfeld et Elie Wiesel, prix Nobel de la Paix. Elle permet d’ouvrir au public fin 2012 le Site-mémorial du Camp des Milles, seul camp français d’internement et de déportation encore intact, transformé en lieu de mémoire, d'éducation citoyenne et de culture.
Il est également le fondateur de la chaire UNESCO « Éducation à la citoyenneté, sciences de l’Homme et convergence des mémoires », inaugurée le 8 octobre 2015 par le Président de la République française et la Directrice générale de l’UNESCO. La chaire rassemble des institutions universitaires et mémorielles d’une vingtaine de pays africains, européens, méditerranéens et asiatiques.

## Recherche-action
Dans le prolongement de ses travaux sur l'autonomie et la participation démocratique,, Alain Chouraqui analyse le basculement possible des démocraties vers l'autoritarisme, avec une approche interdisciplinaire (sociologique, politique, juridique). Il étudie ainsi les engrenages sociétaux, nourris par des extrémismes identitaires, qui ont provoqué dans l'histoire l’avènement de totalitarismes voire de politiques génocidaires.
Il plaide ainsi pour une éducation citoyenne fondée sur la mémoire collective, en apportant des clés de compréhension éprouvées par l’expérience des grandes tragédies humaines.

## Publications principales
- La Coopération syndicats-recherche en Europe (Paris, Presses du CNRS,1991)[4]
- Models of employee participation in a changing global environment: diversity and interaction (Ashgate publ., Aldershot, Burlington (USA), Singapore, Sydney, 2001)[5]
- Pour résister à l’engrenage des extrémismes, des racismes et de l’antisémitisme (dir., Cherche‑Midi, 2015)[8] — Lauréat du Prix Seligmann de la Chancellerie des universités de Paris en 2016 [9]
- Le Vertige identitaire. Tirer les leçons de l’expérience collective : comment peut basculer une démocratie ? (Actes Sud, 2022)[10]. Il y souligne le rôle moteur des extrémismes identitaires et de leurs violences – y compris terroristes – dans les processus qui menacent la démocratie et peuvent conduire aux crimes de masse.
- Petit manuel de survie démocratique (Fondation du Camp des Milles, 4e édition, 2025)

## Distinctions
- Chevalier de la Légion d’Honneur (2022)[11],[12]
- Chevalier dans l'Ordre des Palmes académiques (2015)[13]
- Prix Seligmann contre le racisme, l’intolérance et l’injustice (2016) pour « Pour résister à l’engrenage des extrémismes, des racismes et de l’antisémitisme »[9]
- Grand prix décerné par la Ville de Munich sur l’histoire du national-socialisme (2022)[14]